# Балял Арезу
Балял Арезу (Дарі: بلال آرزو / норв. Balal Arezou; нар. 28 грудня 1988, Кабул, Афганістан) — афганський та норвезький футболіст, нападник норвезького клубу «Траума» та національної збірної Афганістану.

## Клубна кар'єра
Арезу виріс в Афганістані і втік до Норвегії під час громадянської війни на батьківщині. З 14-річного віку виступав в юнацьких командах клубів «Сенья», «Гране» та «Арендал». Після цього перебрався до молодіжної команди «Фредрікстада». Тренувався також з дорослою командою, але в складі першої команди так і не зіграв жодного офіційного поєдинку. У 2009 році перейшов до клубу третього дивізіону Норвегії «Аскер». У 2009 році «Аскер» фінішував на третьому місці вище вказаного турніру, а потім виграв Лігу Феєр Плей 2010 року. У 2011 році дебютував у Першому дивізіоні, вийшовши у стартовому складі у переможному (1:0) поєдинку проти над «Лов-Хамом».
9 лютого 2013 року відданий в оренду клубу І-Ліги «Черчілл Бразерс». Дебютував в І-Лізі 19 березня 2013 року в переможному (3:0) поєдинку проти «Ейр Індія», в якому на 76-й хвилині замінив габонця Анрі Анчуе. Виступи норвезького афганця завершилися поверненням індійського нападника Суніла Четрі зі «Спортінга» (Лісабон). За підсумками сезону зіграв 8 матчів, забитими м'ячами не відзначався, але став чемпіоном I-Ліги. Також провів 4 матчі в Кубку АФК.
З серпня 2013 року знову грав за свій норвезький клуб. Загалом зіграв 118 матчів та відзначився 24-ма голами, а по завершенні сезону 2014 року команда понизилася в класі та залишив команду. У березні 2015 року перейшов у норвезький клуб третього дивізіону Норвегії «Мосс». У 2017 році повернувся до «Аскера», а наступного року відіграв півсезону за «Арендал». З початку 2019 року захищає кольори клубу «Траума».

## Кар'єра в збірній
Арезу дебютував на матчах Південної Азії 2010 року у складі молодіжної збірної Афганістану (U-23). На подив усіх, афганська команда виграла групу А, обігравши Індію (1:0), Пакистан (2-1) та Шрі-Ланку (2:0). Після перемоги над Непалом (1:0) афганці вийшли у фінал, де поступилися з рахунком 0:4 і здобули лише срібну медаль. Арезу відзначився усіма 6-ма голами Афганістану, а згодом визнаний найкращим гравцем турніру.
3 липня 2011 року Белал Арезу став лише другим гравцем своєї збірної, після Обайдулли Карімі, який відзначився голом у відбірковому матчі до чемпіонату світу в нічийному (1:1) з Палестини в кваліфікації чемпіонату світу 2014. У грудні 2011 року взяв участь у чемпіонаті Південної Азії. Відзначився голом у вище вказаному турнірі в нічийному (1:1) поєдинку з Індією. У рекордній перемозі Афганістану над Бутаном (8-1) Арезу забив чотири м’ячі, що він є єдиним афганцем, який зробив наразі. У рекордній перемозі Афганістану над Бутаном (8:1) Арезу забив чотири м’ячі, що він став єдиним афганцем, який зробив наразі. Він був визнаний найкращим гравцем і призначений капітаном національної збірної після перемоги над Непалом (1:0) на 101-й хвилині вийшли у фінал, де поступилися з рахунком 0:4 Індії та посів лише друге місце.
Арезу знову відзначився важливими м'ячами у кваліфікації кубку виклику АФК 2014. На груповому етапі турніру Афганістан здобув першу в історії перемогу на Кубку виклику АФК, над Туркменістаном (3:1). Допоміг здобути перемогу з рахунком 1:0 проти Шрі-Ланки та Монголії та відіграв важливу роль у кваліфікації. Після нічиї (0:0) Афганістану з Лаосом, яка підтвердила їх вихід із групового етапу, відбулася аварія, коли афганських гравців везли назад до готелю. Арезу отримав легкі травми в результаті аварії разом зі своїми товаришами по команді Фейсалом Сахізада, Ахмадом Хатіфі, Зохібом Ісламом Амірі та Мустафою Азадзої. Усі п'ятеро гравців пропустили півфінал проти Палестини. Колишній тренер Мохаммад Юсеф Каргар і нинішній Еріх Рутемеллер також отримали незначні травми.
29 березня 2015 року Арезу оголосив про завершення кар'єри в національній збірній як один із семи національних гравців. Причиною такого рішення гравці назвали внутрішньокомандні труднощі. У травні 2017 року вперше за два роки отримав виклик до національної збірної. З дев’ятьма голами він є нині бомбардиром-рекордсменом національної збірної.

## Статистика виступів

### Клубна
Станом на 16 серпня 2014
| Сезон             | Клуб                       | Ліга              | Ліга  | Ліга | Кубок | Кубок | Конт. кубок | Конт. кубок | Загалом | Загалом |
| Сезон             | Клуб                       | Ліга              | Матчі | Голи | Матчі | Голи  | Матчі       | Голи        | Матчі   | Голи    |
| ----------------- | -------------------------- | ----------------- | ----- | ---- | ----- | ----- | ----------- | ----------- | ------- | ------- |
| 2009              | «Аскер»                    | 2 Дивізіон        | 25    | 4    | 0     | 0     | —           | —           | 25      | 4       |
| 2010              | «Аскер»                    | 2 Дивізіон        | 26    | 7    | 2     | 2     | —           | —           | 28      | 9       |
| 2011              | «Аскер»                    | 1 Дивізіон        | 19    | 0    | 0     | 0     | —           | —           | 19      | 0       |
| 2012              | «Аскер»                    | 2 Дивізіон        | 24    | 10   | 2     | 0     | —           | —           | 26      | 10      |
| 2012–13           | «Черчілл Бразерс» (оренда) | І-Ліга            | 8     | 0    | 0     | 0     | 4           | 0           | 12      | 0       |
| 2013              | «Аскер»                    | 2 Дивізіон        | 7     | 1    | 0     | 0     | —           | —           | 7       | 1       |
| 2014–15           | «Аскер»                    | 2 Дивізіон        | 17    | 2    | 1     | 0     | —           | —           | 18      | 2       |
| Усього за «Аскер» | Усього за «Аскер»          | Усього за «Аскер» | 118   | 24   | 5     | 2     | —           | —           | 123     | 26      |
| Усього за кар'єру | Усього за кар'єру          | Усього за кар'єру | 126   | 24   | 5     | 2     | 4           | 0           | 135     | 26      |

### У збірній

#### Забиті м'ячі
Рахунок та результат збірної Афганістану в таблиці подано на першому місці.
| #  | Дата           | Місце                                                       | Суперник  | Рахунок | Результат | Змагання                            |
| -- | -------------- | ----------------------------------------------------------- | --------- | ------- | --------- | ----------------------------------- |
| 1. | 3 липня 2011   | Міжнародний стадіон Файсала Аль-Хусейні, Аль-Рам, Палестина | Палестина | 1–1     | 1–1       | кваліфікація чемпіонату світу 2014  |
| 2. | 3 грудня 2011  | Стадіон Джавахарлала Неру, Нью-Делі, Індія                  | Індія     | 1–0     | 1–1       | 2011 SAFF Championship              |
| 3. | 7 грудня 2011  | Стадіон Джавахарлала Неру, Нью-Делі, Індія                  | Бутан     | 3–0     | 8–1       | 2011 SAFF Championship              |
| 4. | 7 грудня 2011  | Стадіон Джавахарлала Неру, Нью-Делі, Індія                  | Бутан     | 4–0     | 8–1       | 2011 SAFF Championship              |
| 5. | 7 грудня 2011  | Стадіон Джавахарлала Неру, Нью-Делі, Індія                  | Бутан     | 5–1     | 8–1       | 2011 SAFF Championship              |
| 6. | 7 грудня 2011  | Стадіон Джавахарлала Неру, Нью-Делі, Індія                  | Бутан     | 8–1     | 8–1       | 2011 SAFF Championship              |
| 7. | 9 грудня 2011  | Стадіон Джавахарлала Неру, Нью-Делі, Індія                  | Непал     | 1–0     | 1–0       | 2011 SAFF Championship              |
| 8. | 2 березня 2013 | Новий національний стадіон Лаосу, В'єнтьян, Лаос            | Шрі-Ланка | 1–0     | 1–0       | кваліфікація кубку виклику АФК 2014 |
| 9. | 4 березня 2013 | Новий національний стадіон Лаосу, В'єнтьян, Лаос            | Монголія  | 1–0     | 1–0       | кваліфікація кубку виклику АФК 2014 |

## Досягнення

### Клубна
«Аскер»
- Другий дивізіон Норвегії
  -  Чемпіон (1): 2010

- І-Ліга
  -  Чемпіон (1): 2013

### У збірній
- Чемпіонат федерації футболу Південної Азії
  -  Чемпіон (1): 2013
  -  Срібний призер (1): 2011

- Південноазійські ігри
  -  Срібний призер (1): 2010